# بلدة بورتر (مقاطعة كاس)
بورتر، مقاطعة كاس (بالإنجليزية: Porter Township, Cass County, Michigan)‏ هي بلدة تقع بولاية ميشيغان في الولايات المتحدة. تبلغ مساحتها 141.6 (كم²)، وترتفع عن سطح البحر 278 م، بلغ عدد سكانها 3794 نسمة في عام تعداد الولايات المتحدة 2000 حسب إحصاء مكتب تعداد الولايات المتحدة وتصل الكثافة السكانية فيها 28.3 نسمة/كم2.

## وصلات خارجية
- The US50 - Cities and Towns in Michigan State
- Michigan Cities and Towns, Facts, Map, Flag, Colleges, Government, and More